# Leptodrassus manolisi
Leptodrassus manolisi är en spindelart som beskrevs av Maria Chatzaki 2002. Leptodrassus manolisi ingår i släktet Leptodrassus och familjen plattbuksspindlar. Inga underarter finns listade i Catalogue of Life.